# Praepapilio
Praepapilio is een geslacht van vlinders van de familie pages (Papilionidae), uit de onderfamilie Praepapilioninae.

## Soorten
- P. colorado Durden & Rose, 1978
- P. gracilis Durden & Rose, 1978